# José Aldazábal Larrañaga
José Aldazábal Larrañaga, SDB (Azkoitia, Guipúscoa, 4 de juliol de 1933 - Barcelona, 10 d'agost de 2006), fou un teòleg i salesià basc.
Estudià als Salesians de la seva localitat natal, i en féu la professió de fe en l'orde el 16 d'agost de 1949. Fou ordenat sacerdot, al temple del Tibidabo, el 22 de juny de 1958, i posteriorment es llicencià en Teologia al Pontifici Ateneu Salesià de Roma l'any 1959. Es doctorà el Litúrgia a la Facultat de Sant Anselm de Roma l'any 1970. Des del 1970, i fins a la seva jubilació el 2003, fou professor a la Facultat de Teologia de Catalunya, a l'Institut Superior de Litúrgia i als Salesians de Martí-Codolar.
Ocupà diferents càrrecs, entre els quals el de president de l'Associació Espanyola de Professors de Litúrgia (1987-1992); consultor de la Comissió Episcopal de Litúrgica d'Espanya, en el marc de la Conferència Episcopal Espanyola; i president del Centre de Pastoral Litúrgica de Barcelona (1990-2002). Entre 1987 i 2003 fou també director de la revista Phase.

## Obres
- La eclesiología del Liber Psalmographus de la Liturgia Hispana, tesis doctoral, Roma, LAS, 1975
- Claves para la oración, Barcelona, Centro de Pastoral Litúrgica (CPL), 1981
- Veinte siglos de oración y diez años de reforma, Madrid, PPC, 1981
- Claves para la Eucaristía, Barcelona, CPL, 1982
- El domingo cristiano, Barcelona, CPL, 1987
- Ministerio de laicos, Barcelona, CPL, 1987
- La comunidad celebrante, Barcelona, CPL, 1989
- María, la primera cristiana, Barcelona, CPL, 1992
- Eucaristía y fraternidad, Barcelona, CPL, 1993
- Vocabulario básico de liturgia, Barcelona, CPL, 1994
- Enséñame tus caminos, Barcelona, CPL, 1995-2004, 10 vols
- El Triduo Pascual, Barcelona, CPL, 1998
- La Eucaristía, Barcelona CPL, 1999
- Lecturas breves, escuela de sabiduría, Barcelona, CPL, 2000
- Los Santos Ángeles, Barcelona, CPL, 2000
- Los espacios de celebración, Barcelona, CPL, 2002
- Jeremías, profeta en tiempos difíciles, Barcelona, CPL, 2003
- La Eucaristía. Siete catequesis, Barcelona, CPL, 2003
- Gestos y Símbolos, Barcelona, CPL, 2003 (7a ed. rev.).